# Kisdér
Kisdér község Baranya vármegyében, a Siklósi járásban.

## Fekvése
Baranya vármegyében, a Mecsek és a Villányi-hegység csatornájában húzódik.
Pécstől délkeletre, 20 km-re terül el.
Megközelíthető a 6-os számú Budapest – Barcs főútról, a Pécs-Vajszló közti 5801-es úton keresztül a Baksánál leágazó 5812-es számú összekötő úton, Vagy Ócsárdon keresztül, ugyanezen az úton.

## Története
Kisdér fennmaradt első írásos emlékei 1314-ből valók, másfél évtized múlva már possessióként – nagyobb faluként – tartják számon. Nevét ekkor Kwzdyrnek írták, és a pécsi káptalan birtoka volt. A török megszállás idején a Pestényi, az Őri-Dachol családnak voltak itt részbirtokai; 1550 után Bika Imre szigeti hadnagy és a kisasszonyfai Istvánffyak, majd utóbbiakkal kötött házasság révén a Draskovich grófok birtokába került a terület. A törökök kiűzése után ismét a pécsi káptalané, majd a Pécsi Papnöveldéé lett a birtok.
A falu fejlett állattartásról, tehetős kisbirtokos múltról tanúskodik. Az 1600-as évektől két vízimalom működött, 1925-től pedig tejház is volt a faluban. Kisdér határában aranyló búzamezők ringanak, melyre a zöld-arany-zöld zászló emlékeztet. Az 1725-ben készült címeren a fektetett ekevas (vagy domb) felett látható három búzakalász is a múltba gyökerező mezőgazdasági hagyományokra utal.

## Idegen elnevezései
Horvátul két neve ismert: a szigetváriak által használt Dirovo és a szőkeiek által használt Kizdir.

## Közélete

### Polgármesterei
- 1990–1994: Dr. Ács Imre (független)[4]
- 1994–1998: Dr. Ács Imre (független)[5]
- 1998–2002: Dr. Ács Imre (FKgP)[6]
- 2003–2006: Dr. Ács Imre (független)[7]
- 2006–2010: Dr. Ács Imre (Kisgazda Polgári Egyesület)[8]
- 2010–2014: Dr. Ács Imre (Fidesz)[9]
- 2014–2019: Dr. Ács Imre (független)[10]
- 2019–2021: Dr. Ács Imre (független)[11]
- 2022–2024: Samu Gábor (független)[12]
- 2024– : Samu Gábor (független)[1]

A településen a 2002. október 20-án megtartott önkormányzati választás után, a polgármester-választás tekintetében nem lehetett eredményt hirdetni, szavazategyenlőség miatt. Aznap a 108 szavazásra jogosult lakos közül kereken 100 fő járult az urnákhoz, ketten érvénytelen szavazatot adtak le, az érvényes szavazatok pedig épp fele-fele arányban oszlottak meg a két, független jelölt, dr. Ács Imre addigi polgármester és egyetlen kihívója, dr. Sütő László között. Az emiatt szükségessé vált időközi polgármester-választást 2003. április 27-én tartották meg.
2022. július 3-án ismét időközi polgármester-választást kellett tartani Kisdéren, ezúttal azért, mert dr. Ács Imre polgármester 2021. február 18-án elhunyt. A két dátum között eltelt, szokatlanul hosszú időtartamot a koronavírus-járvány miatt elrendelt korlátozások indokolták, mivel a járványhelyzet fennállása alatt Magyarországon nem lehetett választást kitűzni.

## A népesség alakulása
A helyi önkormányzat adatai szerint:
| Év    | Lakosok száma |
| ----- | ------------- |
| 1938. | 235 fő        |
| 1990. | 122 fő        |
| 2001. | 146 fő        |
| 2006. | 125 fő        |

| Lakosok száma | 120  | 118  | 121  | 95   | 89   | 110  | 104  | 114  |
|               | 2013 | 2014 | 2015 | 2019 | 2021 | 2022 | 2023 | 2024 |

A 2011-es népszámlálás során a lakosok 98,3%-a magyarnak, 0,9% cigánynak mondta magát (1,7% nem nyilatkozott; a kettős identitások miatt a végösszeg nagyobb lehet 100%-nál). A vallási megoszlás a következő volt: római katolikus 78,6%, református 4,3%, felekezeten kívüli 8,5% (8,5% nem nyilatkozott).
2022-ben a lakosság 79,1%-a vallotta magát magyarnak, 1,8% cigánynak, 0,9% szlovénnek, 0,9% egyéb, nem hazai nemzetiségűnek (20,9% nem nyilatkozott; a kettős identitások miatt a végösszeg nagyobb lehet 100%-nál). Vallásuk szerint 15,5% volt római katolikus, 0,9% református, 1,8% egyéb katolikus, 10,9% felekezeten kívüli (70,9% nem válaszolt).

## Nevezetességei

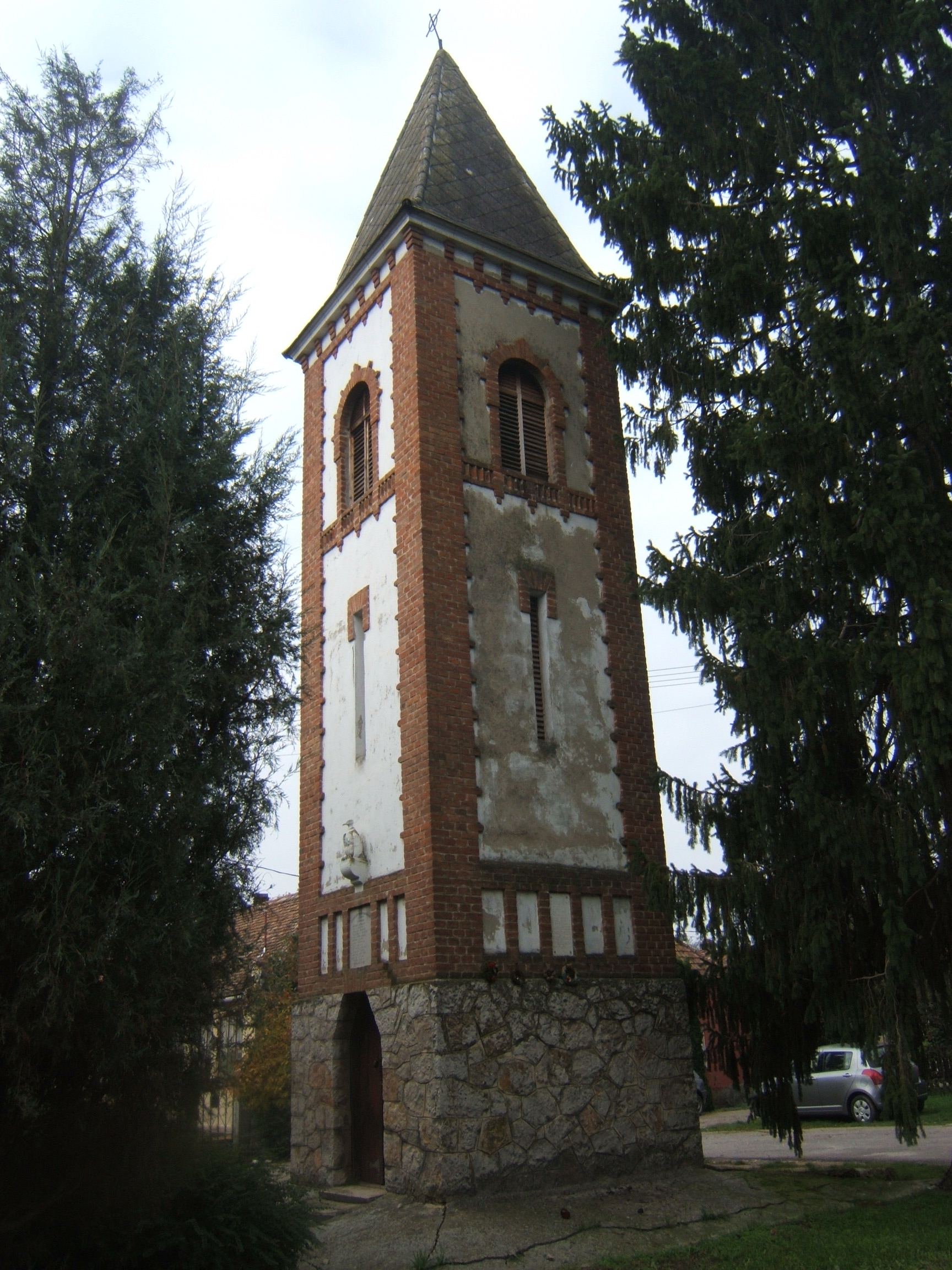
A falu éves harangtornya

- A temetőben található hat darab védett kocsánytalan tölgy, melyek egy csoportba vannak ültetve, ezek 120-220 évesek, és egy kocsányos tölgy, ami több mint 400 éves.
- A falu főutcáján egy 1930-ban épült harangtorony áll.[18]